# Diócesis de Płock
La diócesis de Płock (en latín: Dioecesis Plocensis y en polaco: Diecezja płocka) es una circunscripción eclesiástica de la Iglesia católica en Polonia. Se trata de una diócesis latina, sufragánea de la arquidiócesis de Varsovia. Desde el 22 de octubre de 2022 su obispo es Szymon Stułkowski.

## Territorio y organización

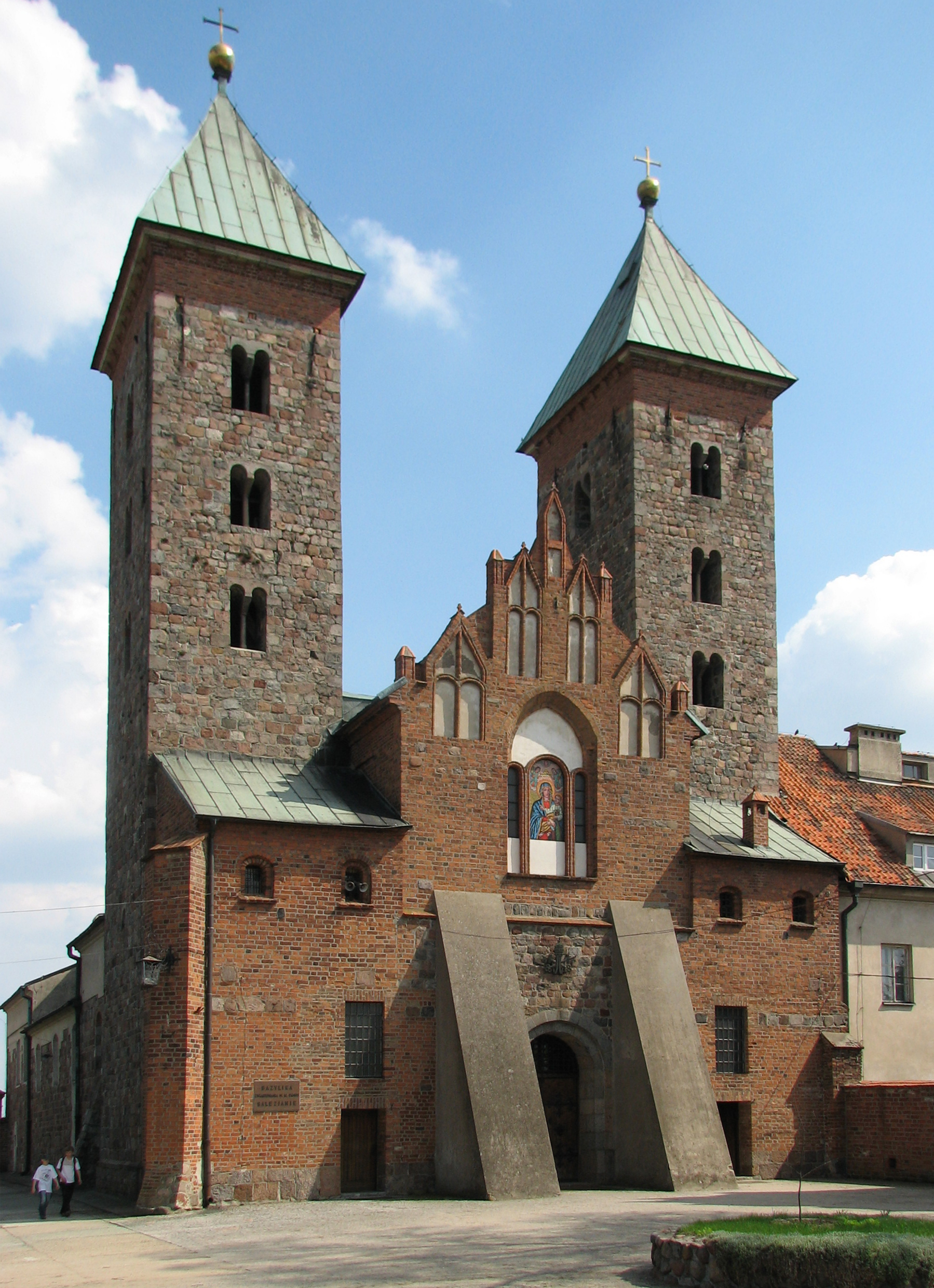
Basílica de la Anunciación de la Virgen María, Czerwińsk nad Wisłą

La diócesis tiene 11 000 km² y extiende su jurisdicción sobre los fieles católicos de rito latino residentes en parte norte del voivodato de Masovia y en el distrito de Rypin en el voivodato de Cuyavia y Pomerania.

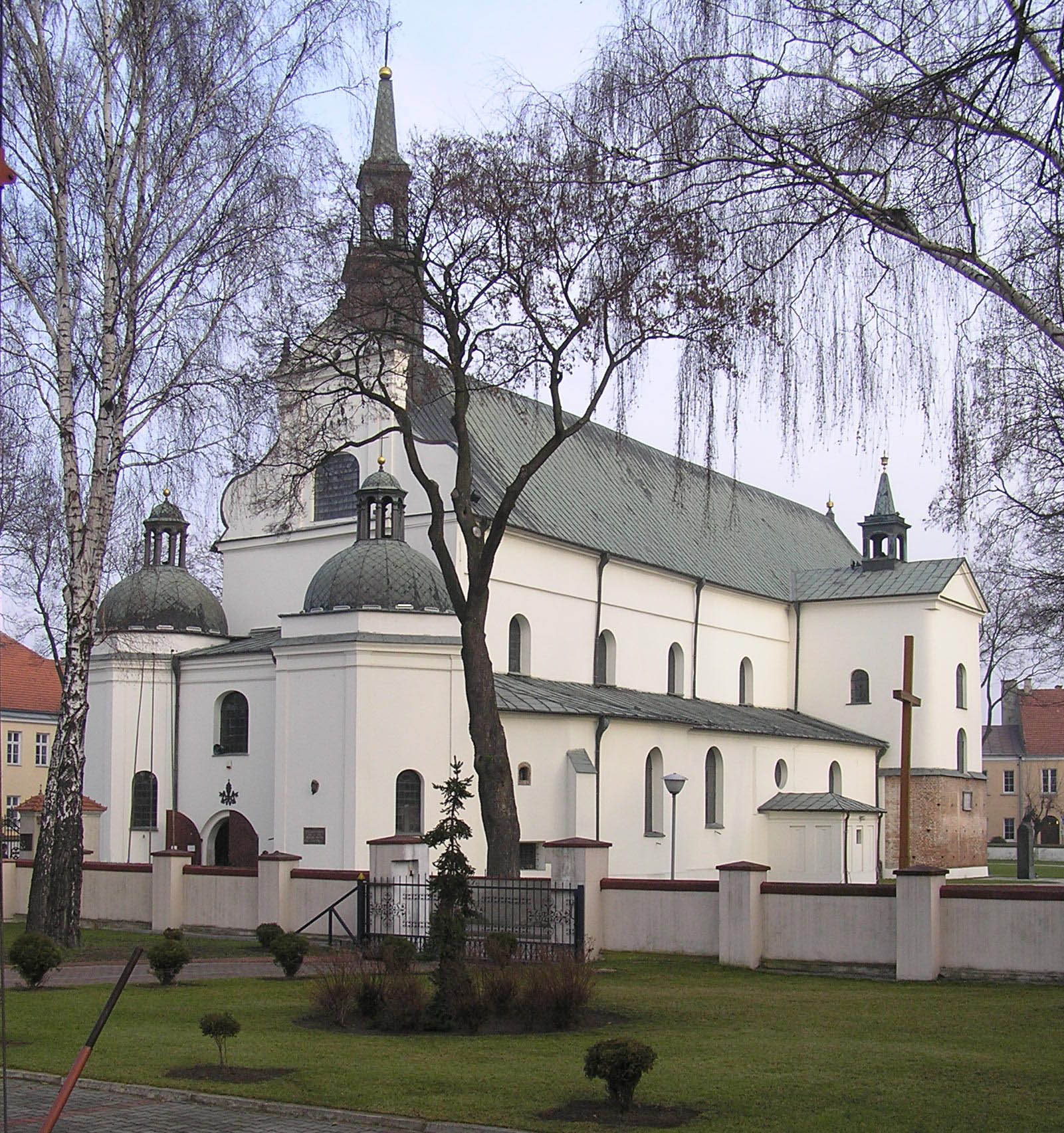
Basílica colegiata de la Anunciación, Pułtusk

La sede de la diócesis se encuentra en la ciudad de Płock, en donde se halla la Catedral basílica de la Asunción de la Virgen María. En el territorio de la diócesis hay dos basílicas menores: la basílica de la Anunciación de la Virgen María, en Czerwińsk nad Wisłą, y la basílica colegiata de la Anunciación, en Pułtusk.
En 2023 en la diócesis existían 249 parroquias agrupadas en 26 decanatos.

## Historia
La diócesis de Płock fue erigida en el siglo X. Sin embargo, los nombres de los primeros cinco obispos son dudosos y el primer obispo seguro es Marek, en 1075. La diócesis fue sufragánea de la arquidiócesis de Gniezno desde el principio.
En el período 1130-1140, durante el episcopado de Aleksander z Malonne, se construyó la catedral.
El 15 de julio de 1563, en cumplimiento de los decretos del Concilio de Trento, se instituyó el seminario diocesano.
En 1633 se cedieron cuatro parroquias a la diócesis de Cuyavia (hoy diócesis de Włocławek).
El 9 de septiembre de 1800 cedió algunas parroquias a la diócesis de Varsovia, mientras que el 22 de septiembre de 1805 cedió otras parroquias, en territorio de los Habsburgo, a la diócesis de Lublin.
El 30 de junio de 1818, mediante la bula Ex imposita nobis del papa Pío VII, pasó a formar parte de la provincia eclesiástica de Varsovia. Al mismo tiempo, los límites de la diócesis se hicieron coincidir con el voivodato homónimo del Reino del Congreso. Los cambios territoriales fueron los siguientes: se cedieron 3 decanatos para 32 parroquias a la diócesis de Sejny y 1 decanato y 7 parroquias a la arquidiócesis de Varsovia; y adquirió 1 decanato para 8 parroquias de la diócesis de Cuyavia. En 1821, mediante la bula De salute animarum, cedió otras cinco parroquias, en territorio prusiano, a la diócesis de Chełmno.
El 28 de octubre de 1925, mediante la bula Vixdum Poloniae unitas del papa Pío XI, cedió tres decanatos más a la diócesis de Łomża y 20 parroquias a la diócesis de Włocławek.
En 1940 el obispo Antoni Julian Nowowiejski y el obispo auxiliar Leon Wetmański fueron arrestados por los nazis e internados en el campo de trabajo de Soldau, en donde murieron al año siguiente. El 13 de junio de 1999 fueron beatificados por el papa Juan Pablo II.
El 15 de mayo de 1967, con la carta apostólica Angelicis moribus, el papa Pablo VI proclamó mártires a los santos Estanislao Kostka y Estanislao, patronos principales de la diócesis, y a san Andrés Bobola, patrono secundario.
El 25 de marzo de 1992, como parte de la reorganización de las diócesis polacas deseada por el papa Juan Pablo II con la bula Totus Tuus Poloniae populus, cedió partes de su territorio para la erección de la diócesis de Łowicz y Varsovia-Praga y otras 31 parroquias en la diócesis de Łomża.
El 20 de noviembre de 2017, san Estanislao Kostka fue confirmado como patrono principal de la diócesis.

## Estadísticas
Según el Anuario Pontificio 2024 la diócesis tenía a fines de 2023 un total de 819 339 fieles bautizados.
| Año                                                                             | Población            | Población | Población      | Sacerdotes | Sacerdotes    | Sacerdotes    | Bautizados por sacerdote | Diáconos permanentes | Religiosos | Religiosos | Parroquias |
| Año                                                                             | Bautizados católicos | Total     | % de católicos | Total      | Clero secular | Clero regular | Bautizados por sacerdote | Diáconos permanentes | Varones    | Mujeres    | Parroquias |
| ------------------------------------------------------------------------------- | -------------------- | --------- | -------------- | ---------- | ------------- | ------------- | ------------------------ | -------------------- | ---------- | ---------- | ---------- |
| 1950                                                                            | 800 000              | 810 000   | 98.8           | 313        | 275           | 38            | 2555                     |                      | 75         | 450        | 228        |
| 1970                                                                            | 850 000              | 875 000   | 97.1           | 463        | 409           | 54            | 1835                     |                      | 85         | 550        | 231        |
| 1980                                                                            | 848 000              | 877 000   | 96.7           | 513        | 454           | 59            | 1653                     |                      | 99         | 543        | 249        |
| 1990                                                                            | 940 000              | 958 000   | 98.1           | 574        | 517           | 57            | 1637                     |                      | 115        | 433        | 269        |
| 1999                                                                            | 780 000              | 812 000   | 96.1           | 563        | 512           | 51            | 1385                     |                      | 112        | 268        | 242        |
| 2000                                                                            | 778 000              | 810 000   | 96.0           | 581        | 528           | 53            | 1339                     |                      | 63         | 273        | 242        |
| 2001                                                                            | 778 000              | 809 000   | 96.2           | 571        | 524           | 47            | 1362                     |                      | 62         | 294        | 242        |
| 2002                                                                            | 778 000              | 808 000   | 96.3           | 592        | 534           | 58            | 1314                     |                      | 73         | 285        | 243        |
| 2003                                                                            | 777 500              | 807 400   | 96.3           | 593        | 535           | 58            | 1311                     |                      | 73         | 280        | 243        |
| 2004                                                                            | 777 000              | 806 800   | 96.3           | 603        | 545           | 58            | 1288                     |                      | 131        | 280        | 243        |
| 2013                                                                            | 780 899              | 793 367   | 98.4           | 640        | 584           | 56            | 1220                     |                      | 67         | 205        | 248        |
| 2016                                                                            | 810 791              | 822 425   | 98.6           | 632        | 578           | 54            | 1282                     |                      | 64         | 208        | 248        |
| 2019                                                                            | 800 120              | 807 089   | 99.1           | 626        | 572           | 54            | 1278                     |                      | 63         | 198        | 249        |
| 2021                                                                            | 818 009              | 825 698   | 99.1           | 601        | 544           | 57            | 1361                     |                      | 63         | 182        | 249        |
| 2023                                                                            | 819 339              | 826 287   | 99.2           | 588        | 528           | 60            | 1393                     |                      | 70         | 166        | 249        |
| Fuente: Catholic-Hierarchy, que a su vez toma los datos del Anuario Pontificio. |                      |           |                |            |               |               |                          |                      |            |            |            |

## Episcopologio
- Angelotus † (966-982)
- Marcjalis † (982-1005)
- Marcin † (1005-1024)
- Albin † (1024-1041)
- Paschalis † (1041-1065)
- Marek † (1075-1088)
- Stefan † (1088-1099/1102)
- Filip † (1099/1102-1107/1112)
- Szymon Gozdawa † (1107/1112-1129 falleció)
- Aleksander z Malonne † (1129-9 de marzo de 1156 falleció)
- Werner Roch † (1156-1170/1172)
- Lupus Godzięba † (1170/1172-1186)
- Wit z Chotela † (1187-1206 falleció)
- Gedko Powało † (1207-1223 falleció)
- Jan Gozdawita † (1225-1227 falleció)
- Gunter Prus † (1227-1232)
- Piotr Półkozic † (1232-1238)
- Andrzej Gryfita † (1 de agosto de 1238-7 de enero de 1244 falleció)
- Piotr Brevis † (26 de enero de 1245-1254)
- Andrzej Ciołek † (1254-1260)
- Piotr Niedlich † (1261-1263 falleció)
- Tomasz Tomka † (1263-1270)
- Gedko † (1270-1296 falleció)
- Jan Wysoki Prawdzic † (1297-1310)
- Jan h. Nałęcz † (1310-1318 falleció)
- Florian Laskary z Kościelca † (1318-21 de junio de 1333 falleció)
- Klemens Pierzchała † (1337-septiembre de 1357 falleció)
- Bernard Nowina, O.P. † (11 de octubre de 1357-1363 falleció)
- Imisław Wroński † (26 de mayo de 1363-4 de julio de 1365 falleció)
- Mikołaj Sówka z Gulczewa † (10 de diciembre de 1365-1367 falleció)
- Stanisław Sówka z Gulczewa † (1368-1375 renunció)
- Dobiesław Sówka z Gulczewa † (27 de junio de 1375-3 de septiembre de 1381 falleció)
- Ścibor z Radzymina † (18 de diciembre de 1381-febrero de 1390 falleció)
- Henryk Mazowiecki † (18 de marzo de 1391-1392 falleció)
- Maffiolo Lampugnani † (17 de abril de 1393-27 de julio de 1396 falleció)
- Jakub z Korzkwi † (31 de julio de 1396-27 de mayo de 1425 falleció)
- Stanisław z Pawłowic † (29 de diciembre de 1425-24 de abril de 1439 falleció)
- Paweł Giżycki † (21 de agosto de 1439-28 de enero de 1463 falleció)
- Ścibor z Gościeńczyc † (23 de noviembre de 1463-4 de mayo de 1471 falleció)
- Kazimierz III † (16 de diciembre de 1471-9 de junio de 1480 falleció)
- Piotr z Chodkowa † (15 de diciembre de 1480-15 de agosto de 1497 falleció)
- Jan Lubrański † (5 de marzo de 1498-22 de octubre de 1498 nombrado obispo de Poznan)
- Wincenty Przerębski † (22 de octubre de 1498-29 de noviembre de 1503 nombrado obispo de Cuyavia)
- Erazm Ciołek † (29 de noviembre de 1503-9 de septiembre de 1522 falleció)
  - Jan z Brandenburgi † (26 de septiembre de 1522-? renunció) (obispo electo)
- Rafał Leszczyński † (8 de junio de 1523-24 de marzo de 1527 falleció)
- Andrzej Krzycki † (29 de abril de 1527-27 de octubre de 1535 nombrado arzobispo de Gniezno)
- Beato Jan Chojeński † (27 de octubre de 1535-17 de agosto de 1537 nombrado obispo de Cracovia)
- Piotr Gamrat † (17 de agosto de 1537-6 de octubre de 1538 nombrado obispo de Cracovia)
- Jakub Buczacki † (29 de julio de 1538-6 de diciembre de 1541 falleció)
- Samuel Maciejowski † (22 de agosto de 1541-19 de junio de 1546 nombrado obispo de Cracovia)
- Jan Bieliński † (19 de febrero de 1546-18 de mayo de 1546 falleció)
- Andrzej Noskowski † (8 de octubre de 1546-23 de octubre de 1567 falleció)
- Piotr Myszkowski † (23 de octubre de 1567 por sucesión-5 de julio de 1577 nombrado obispo de Cracovia)
- Piotr Dunin Wolski † (5 de julio de 1577-20 de agosto de 1590 falleció)
- Wojciech Baranowski † (30 de enero de 1591-14 de mayo de 1607 nombrado obispo de Cuyavia)
- Marcin Szyszkowski † (18 de julio de 1607-17 de octubre de 1616 nombrado obispo de Cracovia)
- Henryk Firlej † (19 de enero de 1617-7 de octubre de 1624 nombrado arzobispo de Gniezno)
- Hieronim Cielecki † (16 de octubre de 1624-16 de abril de 1627 falleció)
- Stanisław Łubieński † (30 de agosto de 1627-16 de abril de 1640 falleció)
- Karol Ferdynand Waza † (9 de febrero de 1643-9 de mayo de 1655 falleció)
- Jan Gembicki † (11 de octubre de 1655-12 de marzo de 1674 nombrado obispo de Cuyavia)
- Bonawentura Madaliński † (12 de marzo de 1674 por sucesión-2 de junio de 1681 nombrado obispo de Cuyavia)
- Stanisław Dąmbski † (20 de abril de 1682-7 de julio de 1692 nombrado obispo de Cuyavia)
- Andrzej Chryzostom Załuski † (15 de octubre de 1692-18 de mayo de 1699 nombrado obispo de Varmia)
- Ludwik Bartłomiej Załuski † (1 de junio de 1699-24 de diciembre de 1721 falleció)
- Andrzej Stanisław Załuski † (22 de noviembre de 1723-19 de noviembre de 1736 nombrado obispo de  Lutsk)
- Antoni Sebastian Dembowski † (6 de mayo de 1737-18 de diciembre de 1752 nombrado obispo de Cuyavia)
- Józef Eustachy Szembek † (29 de enero de 1753-1 de abril de 1758 falleció)
- Hieronim Antoni Szeptycki † (24 de septiembre de 1759-9 de agosto de 1773 falleció)
- Michał Jerzy Poniatowski † (9 de agosto de 1773 por sucesión-14 de febrero de 1785 nombrado arzobispo de Gniezno)
- Krysztof Hilary Szembek † (14 de febrero de 1785 por sucesión-5 de septiembre de 1797 falleció)
- Onufry Kajetan Szembek † (5 de septiembre de 1797 por sucesión-5 de enero de 1809 falleció)
  - Sede vacante (1809-1815)
- Tomasz Ostaszewski † (4 de septiembre de 1815-17 de enero de 1817 falleció)
- Adam Michał Prażmowski † (16 de marzo de 1818-6 de febrero de 1836 falleció)
- Franciszek Pawłowski † (6 de febrero de 1836 por sucesión-6 de julio de 1852 falleció)
  - Sede vacante (1852-1863)
- Wincenty Teofil Popiel † (16 de marzo de 1863-5 de julio de 1875 nombrado obispo de Cuyavia)
  - Sede vacante (1875-1883)
- Kasper Borowski † (15 de marzo de 1883-15 de enero de 1885 falleció)
  - Sede vacante (1885-1889)
- Michał Nowodworski † (30 de diciembre de 1889-12 de junio de 1896 falleció)
- Franciszek Albin Symon † (2 de agosto de 1897-4 de marzo de 1901 renunció[nota 2])
- Jerzy Józef Elizeusz Szembek † (15 de abril de 1901-9 de noviembre de 1903 nombrado arzobispo de Mogilev)
- Apolinary Wnukowski † (1 de abril de 1904-16 de junio de 1908 nombrado arzobispo de Mogilev)
- Beato Antoni Julian Nowowiejski † (12 de junio de 1908-28 de mayo de 1941 falleció)
- Tadeusz Paweł Zakrzewski † (12 de abril de 1946-26 de noviembre de 1961 falleció)
- Bogdan Marian Wincenty Sikorski † (21 de enero de 1964-4 de febrero de 1988 falleció)
- Zygmunt Kamiński † (4 de febrero de 1988 por sucesión-1 de mayo de 1999 nombrado arzobispo de  Szczecin-Kamień)
- Stanisław Wojciech Wielgus (24 de mayo de 1999-6 de diciembre de 2006 nombrado arzobispo de Varsovia)
- Piotr Libera (2 de mayo de 2007-4 de junio de 2022 renunció)[nota 3][nota 4]
- Szymon Stułkowski, desde el 22 de octubre de 2022